# Miss Tennessee USA

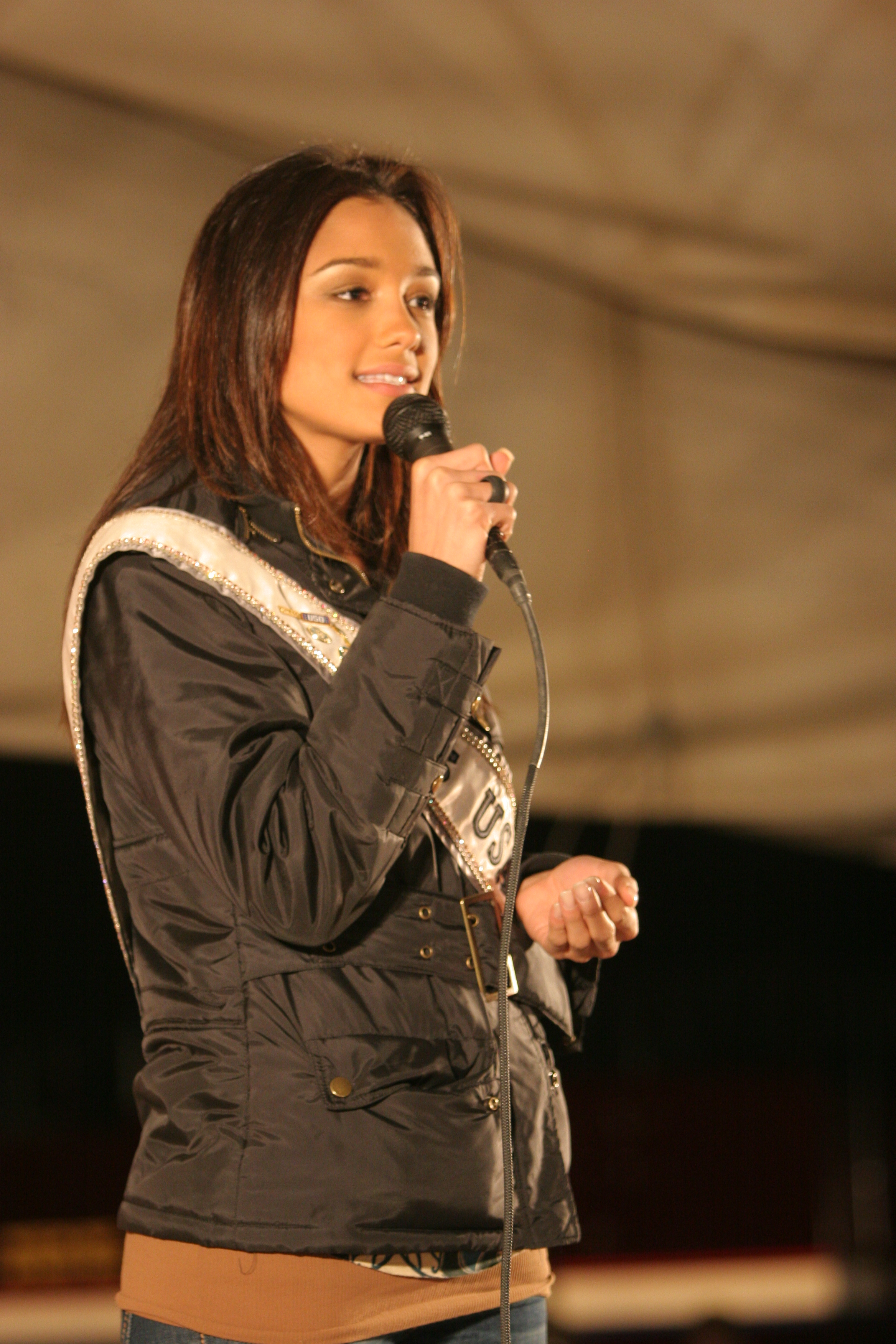
Rachel Smith, Miss USA 2007

Miss Tennessee USA là một cuộc thi sắc đẹp được tổ chức thường niên tại tiểu bang Tennessee, nước Mỹ nhằm chọn ra đại diện của tiểu bang này tham dự cuộc thi Miss USA.
Trong lịch sử, đã từng có 2 Miss Tennessee USA đăng quang Miss USA. Đó là Lynnette Cole vào năm 2000 và Rachel Smith vào năm 2007. Cả hai người đều đại diện cho nước Mỹ tham dự cuộc thi Hoa hậu Hoàn vũ cùng năm và đều lọt vào top 5 người đẹp nhất. Tennessee hiện vẫn chưa có người đẹp nào đăng quang Hoa hậu Hoàn vũ.
Đương kim Miss Tennessee USA hiện nay là Hailey Brown, từng lọt vào top 10 Miss USA 2008.

## Danh sách Miss Tennessee USA
Xem Danh sách Miss Tennessee USA
| Năm  | Miss Tennessee USA | Quê hương   | Thành tích tại Miss USA                    |
| ---- | ------------------ | ----------- | ------------------------------------------ |
| 2008 | Hailey Brown       | Franklin    | Top 10                                     |
| 2007 | Rachel Smith       | Clarksville | Miss USA 2007 Á hậu 4 Hoa hậu Hoàn vũ 2007 |
| 2006 | Lauren Grissom     | Shelbyville | Top 15                                     |